# Mapamundi de Fra Mauro

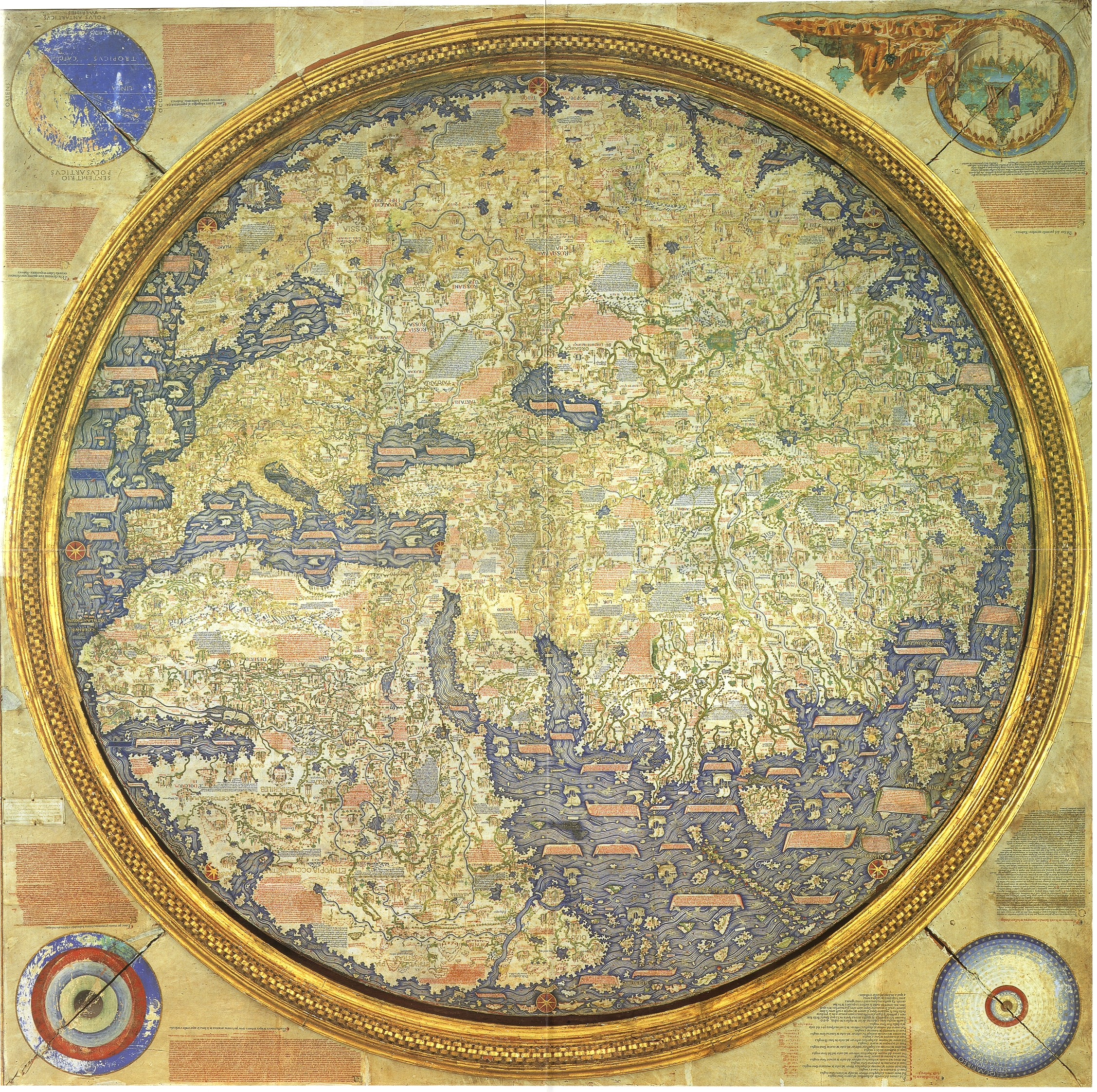
El mapa de Fra Mauro (1459) en Venecia (invertido, el Sur está arriba). El mapa muestra Asia, África y Europa.

El mapa de Fra Mauro, «considerado el mejor memorial de la cartografía medieval» según Roberto Almagià, fue dibujado entre 1457 y 1459 por el monje italiano Fra Mauro. 
Es un planisferio circular dibujado sobre pergamino, montado sobre un bastidor de madera y tiene unos dos metros de diámetro.
El mapa original fue comisionado por el rey Alfonso V de Portugal y fue obra de Fra Mauro y de su asistente Andrea Bianco, marino y cartógrafo. El mapa fue completado el 24 de abril de 1459, y enviado a Portugal, pero hoy en día se encuentra perdido. Fray Mauro murió a los dos años después, mientras hacía una copia del mapa para la Signoría de Venecia, copia que fue acabada por Andrea Bianco.
Esta copia fue descubierta en el monasterio de Murano, y se encuentra hoy en día expuesta en la escalinata de la Biblioteca Nazionale Marciana de Venecia, pero es visible al entrar al Museo Correr, desde donde se puede acceder por la sala que se encuentra más al este si se solicita a los guardas del museo. Una edición crítica del mapa fue publicada en 2006 por Piero Falchetta.

## Mapamundi
El mapamundi de Fra Mauro es poco frecuente debido a que su orientación está invertida, con el sur en la parte superior del mapa, lo que era frecuente en los mapas musulmanes, en oposición al ptolomeico, en el que el norte está en la parte superior. Fra Mauro sabía de la existencia del mapa de Ptolomeo, y comentaría que resultaba insuficiente para muchas regiones del mundo:

No considero que derogue la validez de Ptolomeo por no seguir los dictados de su Cosmografía, ya que de haber observado sus meridianos, paralelos y grados, resultaría necesario para establecer las partes conocidas de la circunferencia, dejar fuera del mapa muchas provincias no mencionadas por Ptolomeo. Pero principalmente en la latitud, es decir de sur a norte, tiene mucha "terra incognita", ya que en sus tiempos eran desconocidas estas tierras.
Texto del Mapa de Fray Mauro

Reconoció la extensión hacia el Este que había dado Ptolomeo, suprimiendo al hacerlo la posición central que había ocupado la ciudad de Jerusalén en mapas anteriores:

Jerusalén es ciertamente el centro del mundo habitado por su latitud, pero longitudinalmente se encuentra algo al oeste, ya que al ser la porción del este más altamente poblada al ser parte de Europa, es por esta razón que Jerusalén se encuentra en el centro longitudinalmente si miramos no el espacio vacío sino la densidad de la población.
Texto del Mapa de Fray Mauro

Fray Mauro vio el mundo como una esfera, y aunque empleara la convención de describir los continentes rodeados por agua con la forma de un disco, no sabía con certitud las dimensiones de la Tierra:

De la misma forma he encontrado variadas opiniones sobre su circunferencia, pero no resulta posible verificarlas.Se dice que es de 22.500 a 24.000 millas más o menos, dependiendo de las consideraciones y opiniones, pero no tienen mucha autenticidad ya que no han sido probadas.
Texto del Mapa de Fra Mauro

## África

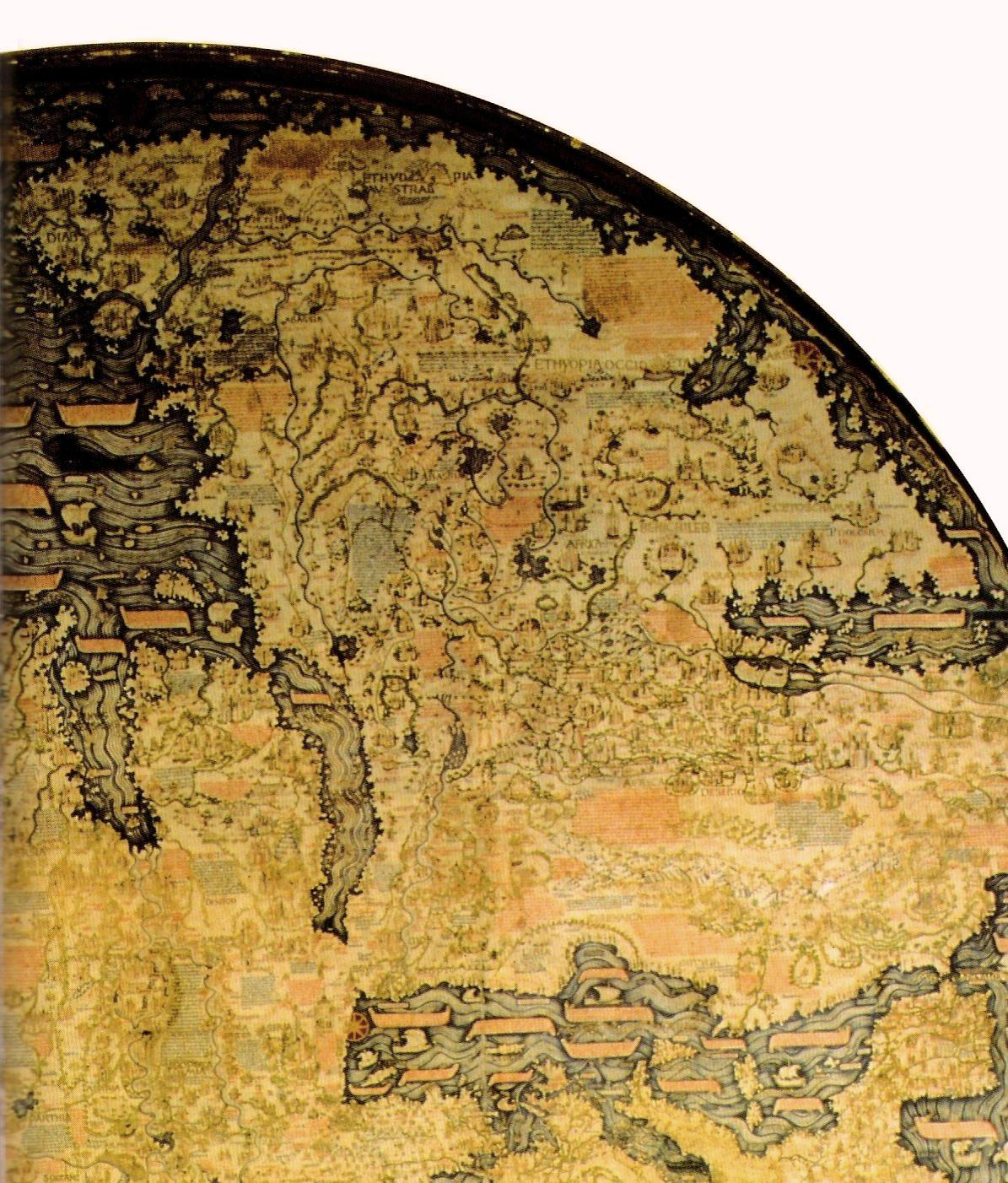
África en el Mapamundi de Fra Mauro. El sur está arriba, con el "Cabo de Diab" marcando el punto más meridional.

La descripción de África es sorprendentemente precisa, en especial si se toma en consideración que los exploradores portugueses no habían pasado de los 12 grados Norte en esas fechas.
Fra Mauro puso la siguiente inscripción en el extremo sur del continente Africano, con el nombre de "Cabo de Diab", describiendo la exploración hecha por un barco desde el Este cerca del año 1420: 

Cerca del año de Nuestro Señor 1420 un barco de los que llaman en Asia junco (lit. "Zoncho de India"), al atravesar el mar de la India hacia la "Isla de Hombres y Mujeres", fue arrastrado más allá del "Cabo de Diab" (mostrado como el Cabo de Buena Esperanza en el mapa), atravesó las "Islas Verdes" (lit. "isole uerde", Islas de Cabo Verde), se adentró en el "Mar de Oscuridad" (Océano Atlántico) en una ruta oeste suroeste. Solo vieron durante cuarenta días aire y agua y según sus cálculos navegaron 2.000 millas abandonados por la fortuna. Cuando la violencia de la tormenta amainó tardaron en regresar al llamado "Cabo de Diab" 70 días y al acercarse la nave a la orilla para abastecerse según sus necesidades, los marineros vieron el huevo del llamado Pájaro Roc, que pone huevos tan grandes como una ánfora.
Texto del Mapa de Fra Mauro, 10-A13.

El "Junco Asiático" descrito fue probablemente el de una expedición árabe, que fue la fuente en la que Fra Mauro se inspiró para describir el extremo sur de África, o también pudo ser parte de la expedición china de 1421 del almirante Zheng He, como se sugiere en la Hipótesis de 1421. La descripción de los juncos realmente sugiere que se trataba de un barco de construcción china:

Los barcos llamados juncos (lit. "Zonchi") que navegan estos mares tienen cuatro y más mástiles, ciertos de los cuales pueden ser izados o bajados, y tienen de 40 a 60 cabinas para los mercaderes y solo un timón. Pueden navegar sin brújula, ya que llevan un astrólogo, que de pie en cubierta con un astrolabio en las manos da las órdenes al navegante.
Texto del Mapa de Fra Mauro, 09-P25.

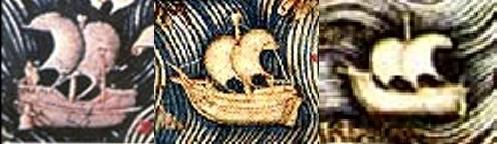
Imagen de un junco chino, una nave atlántica y un barco del Mediterráneo en el mapamundi de Fra Mauro.

Fra Mauro explicó que obtuvo la información de una "fuente fidedigna" que viajó en la expedición, posiblemente el explorador Veneciano Niccolo Da Conti que se encontraba en Calicut (hoy Calcuta), India, en el momento que zarpó la expedición. 
Algunas de las islas de la región sur de África llevan nombres árabes e indios: Negila ("celebración" en árabe), o Mangula ("afortunado" en sánscrito).
Si la historia del huevo del ave Roc no es una fábula de viajeros, podría haberse tratado de un huevo de Aepyornis, un ave enorme que no podía volar y que aún podía existir en Madagascar o que acababa de extinguirse.
Fra Mauro también comenta que el relato de esta expedición, junto con la relación de Estrabón de los viajes de Eudoxus de Cyzicus desde Arabia hasta Gibraltar atravesando el Mar del Sur de la Antigüedad, le llevó a pensar que el Océano Índico no era un mar cerrado y que África podía ser circunnavegada por su extremo sur. Este conocimiento, junto con el mapamundi que ilustraba el continente africano, fue el que probablemente llevaría a los portugueses a intensificar sus esfuerzos para llegar al Cabo de Buena Esperanza y descubrir el océano Índico.

## Japón

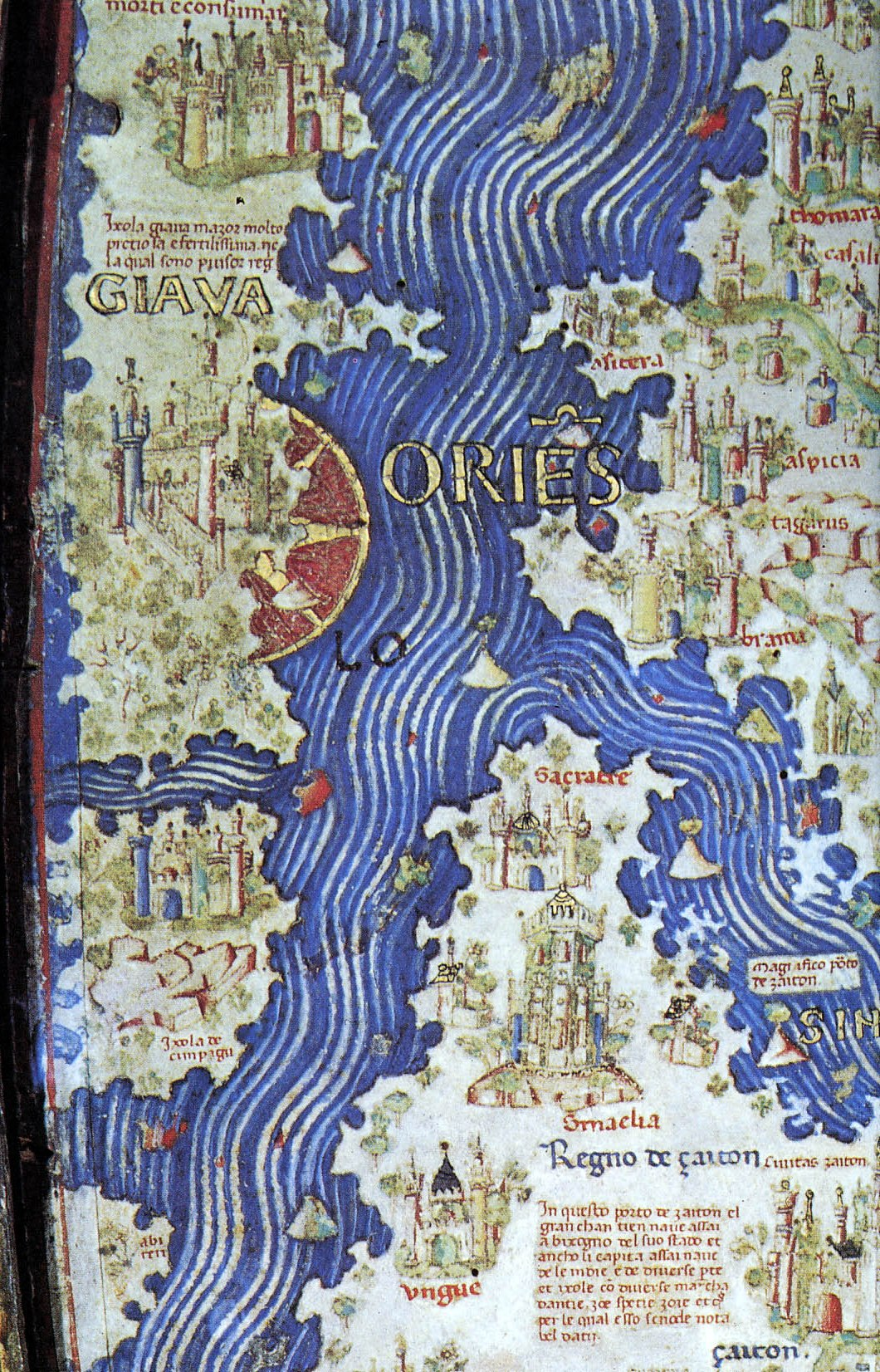
La primera mención del Japón en un mapa occidental.

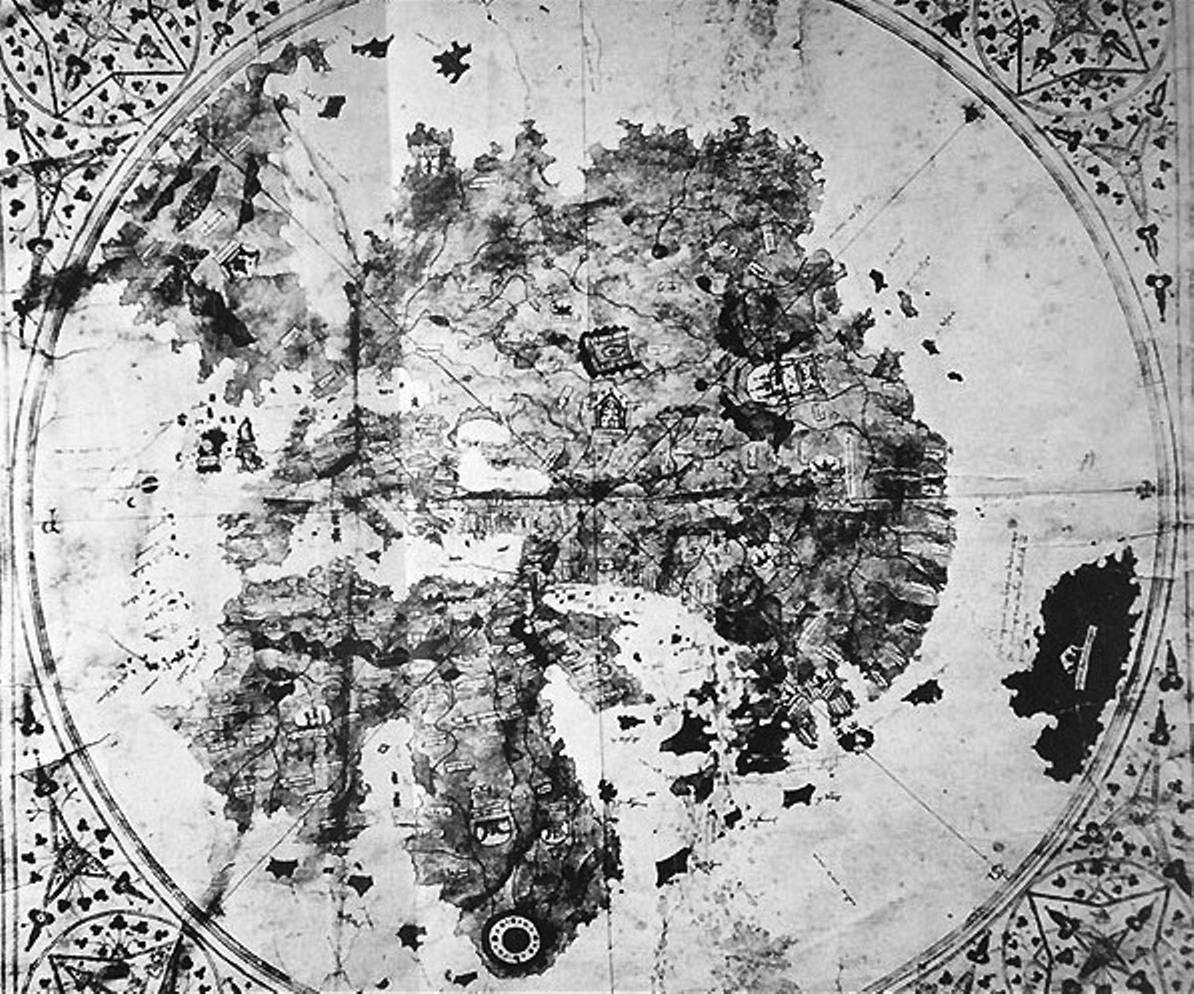
El Mapamundi De Virga (1411-1415).

El Mapamundi de Fra Mauro es uno de los primeros mapas occidentales en los que se representan las islas del Japón (posiblemente basándose en el Mapamundi De Virga). Una parte de Japón, probablemente Kyūshū, aparece debajo de la isla de Java, con la leyenda "Isola de Cimpagu" (o de Cipango).

## Orígenes
Un mapa más temprano, el llamado Mapamundi De Virga (1411-1415), también plasma en una forma similar el mundo antiguo y pudo haber sido la base de este. 
Fra Mauro también se basó probablemente en fuentes árabes, y también chinas como describe Giovanni Battista Ramusio, un contemporáneo de Fra Mauro que dice que el Mapamundi de Fra Mauro es "una copia mejorada del que el trajo de Catay, que era de Marco Polo".

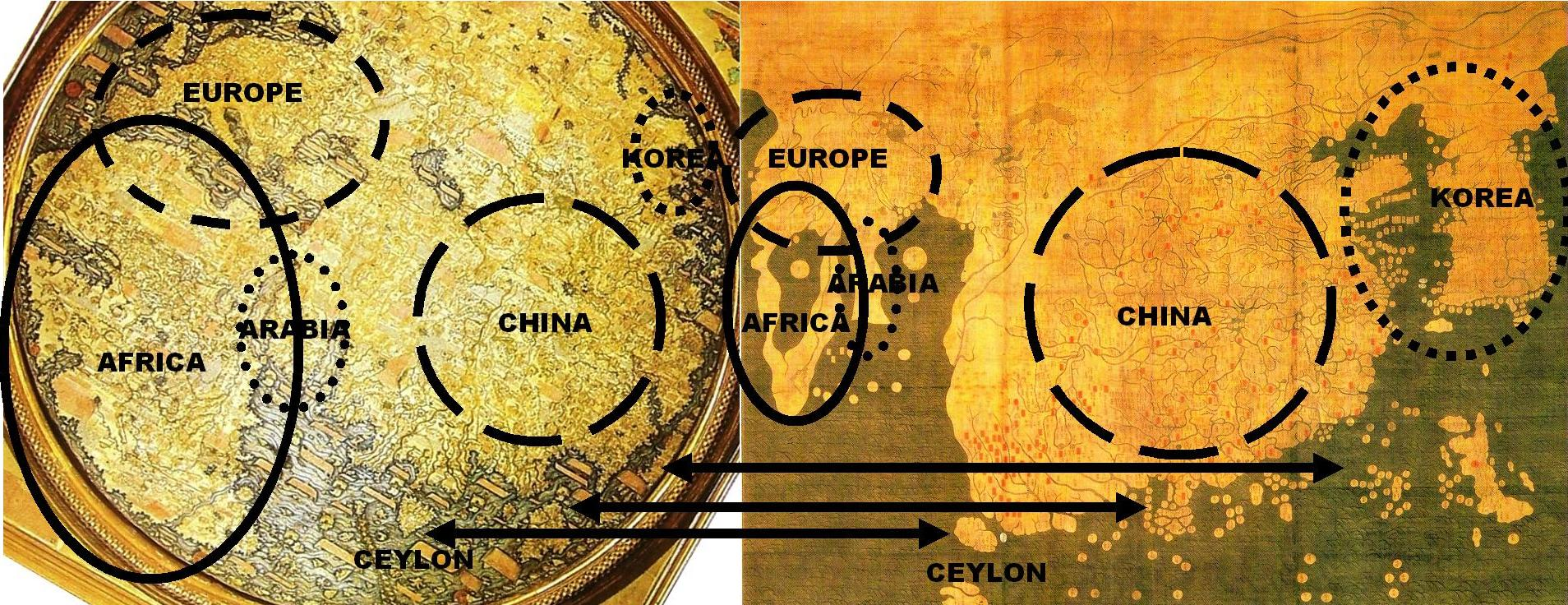
Comparación entre el Mapamundi de Fra Mauro map (1457) y el Mapamundi de Kangnido (1402).

El Mapamundi de Fra Mauro muestra muchas similitudes con el Mapamundi de Kangnido, dibujado en 1402 en Corea, que se basa en mapas de origen chino más primitivos, hoy en día perdidos. Estos mapas ofrecen la misma forma de ver el Mundo Antiguo en su estructura general, aunque las proporciones relativas de los países y continentes están invertidos con Europa y África, agrandados en especial en el Mapamundi de Fra Mauro, así como China y en especial Corea están principalmente representadas en el Kangnido. 
Estos mapas fueron dibujados antes de los viajes europeos de exploración y antes que los europeos traspasaran el Cabo de Buena Esperanza en 1488. Se ha sugerido que los conocimientos geográficos del Mapamundi de Kangnido demuestran que fue trazado por navegantes musulmanes, indios o chinos (la expedición del almirante chino Zheng He), y más tarde llegó de alguna forma hasta Occidente, posiblemente a través de mercaderes musulmanes o indios, o traído por viajeros occidentales del siglo XV como el veneciano Niccolo Da Conti.
El Mapamundi de Fra Mauro ha sido citado en multitud de obras antiguas; el estudio más reciente es el de 1806 de Placido Zurla, Il mappamondo di Fra Mauro.
Una novela actual relata la epopeya de Fra mauro y de su mapamundi: El sueño del hacedor de mapas (viaje espiritual de Fra Mauro, cartógrafo de la corte de Venecia) (1996) de James Cowan.

## Otras áreas

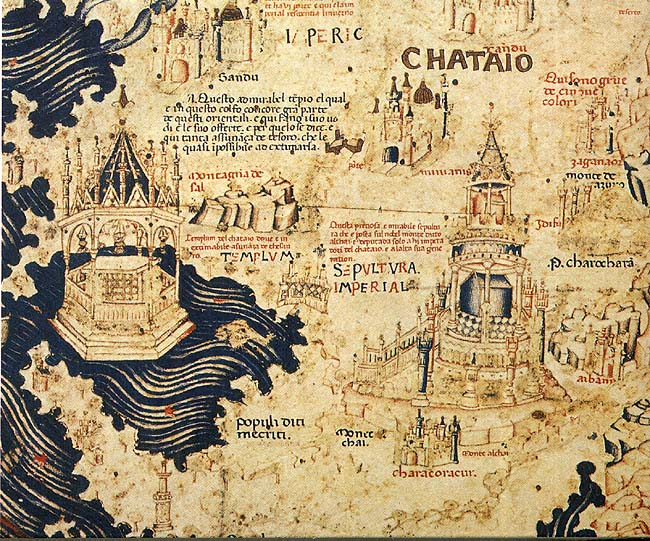
Parte de China
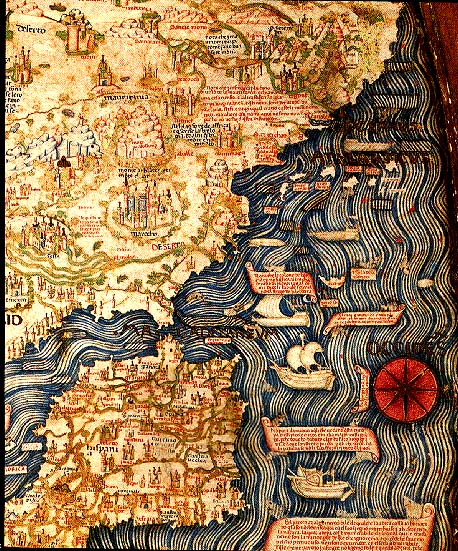
España, Portugal y el norte de África
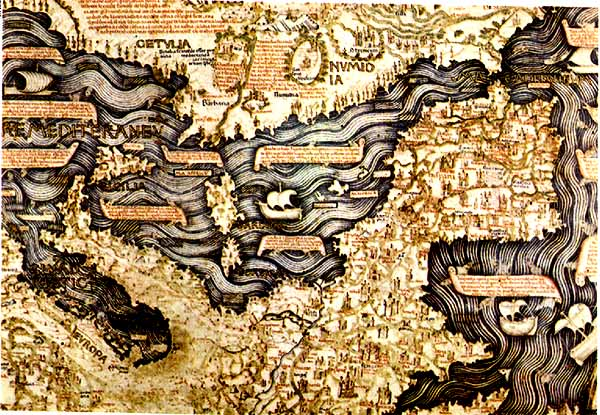
Europa
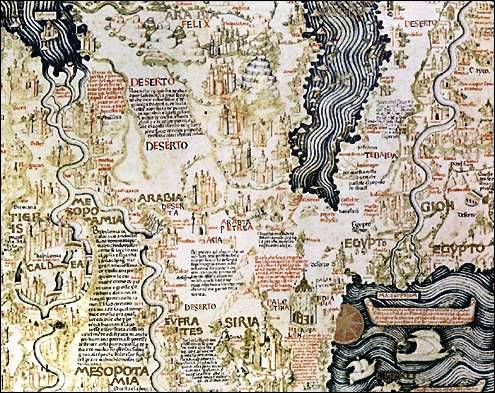
Oriente medio